# Bikarej
Bikarej (auch: Bikaridj Island, Enekaejji, Bigaritsch, Bikaridj, Pikaareiji, Pikaarji, Pikārēji-ō, Pikarezi) ist ein Motu des Arno-Atolls der pazifischen Inselrepublik Marshallinseln.

## Geographie
Bikarej liegt am Südrand der Nami North Lagoon. Zusammen mit Bikonele bildet sie den Abschluss und die Abgrenzung zur Arno Main Lagoon. Etwa 2 Kilometer nördlich befindet sich die nördlichste Insel des Atolls, Nami. Bikarej umfasst teilweise die Nami North Lagoon im Südosten. Von Dort erstreckt sich die Riffkrone mit weiteren Motu zunächst genau nach Süden und teilt sich dann nach etwa zwei Kilometern bei Enealtok in die beiden Riffkronen, die zum einen nach Süden, zum anderen nach Osten laufen.